# Løgstrup (by)
 For alternative betydninger, se Løgstrup. (Se også artikler, som begynder med Løgstrup)
Løgstrup er en by i Midtjylland med 1.924 indbyggere  (2025), beliggende 3 km sydøst for Hjarbæk og Hjarbæk Fjord, 30 km sydvest for Aalestrup, 22 km sydøst for Skive og 10 km nordvest for Viborg. Byen hører til Viborg Kommune og ligger i Region Midtjylland.

## Sogne og kirker
Der er ikke kirke i Løgstrup. Det meste af byen hører til Fiskbæk Sogn, mens resten - øst for Fægteborgvej/Vordevej - hører til Vorde Sogn. Fiskbæk Kirke ligger i landsbyen Fiskbæk 2 km vest for Løgstrup, Vorde Kirke ligger i landsbyen Vorde 3 km nord for Løgstrup.

## Faciliteter
- Løgstrup Skole blev bygget i 1961, hvor den erstattede 7 små landsbyskoler. Den har 475 elever, fordelt på 0.-9. klassetrin, hovedsageligt i to spor. Der er SFO for 0.-3. årgang, fritidsklub for 4.-6.årgang og ungdomsklub fra 7. årgang. Skolen har 69 ansatte. Skolen har i samarbejde med Løgstrup Borgerforening og Viborg Musikskole etableret musikundervisning for eleverne efter skoletid.
- Skolen ligger ved Løgstrup Hallen, og mellem skolen og hallen blev der i 2002 etableret en aktivitetspark, som nu har Tarzanbane, beachvolley, multibane, basketbaner, petanquebaner og skaterområde.[2]
- Ved skolen og hallen ligger også Løgstrup Børnehus, som blev etableret i 2013. Det er normeret til 125 børnehavebørn og 30 vuggestuebørn og har 21 ansatte.[3]
- Løgstrup Gymnastik og Idrætsforening (LGIF) er grundlagt i 1949 og har over 1100 medlemmer. Den tilbyder 15 forskellige idrætsgrene.[4].
- Byen har en aktiv borgerforening.[5] Bl.a. har en historiegruppe i 2012 skrevet en bog om Løgstrups historie i 100 år.
- Løgstrup har Dagli'Brugs, pizzeria, slagter og lægehus. I 1983 fik Løgstrup omfartsvej, så primærrute 26 ikke længere går ind gennem byen.

## Historie
Den ældste omtale af Løgstrup findes i et brev fra 14. januar 1408, hvor navnet staves Løghsthorp. Første led er formodentlig mandsnavnet Løg, og torp betyder udflytterbosættelse. Gården Løgstrup var en enestegård, hvis historie kan føres tilbage til midten af 1400-tallet, hvor den hed Lyxtorph. I 1838 blev den selvejergård, og den blev delt i to: Over Løgstrup og Neder Løgstrup.

### Jernbanen
Da Himmerlandsbanernes strækning Viborg-Aalestrup blev anlagt i 1893, blev der placeret en jernbanestation på bar mark sydøst for Løgstrup-gårdene. Stationen havde krydsnings- og læssespor og frem til midten af 1950'erne også sidespor til Løgstrup Grusgrav. På stationen var der oprindeligt 3 kartoffelhuse, hvor kartofler fra egnens avlere blev samlet, sorteret, læsset i sække og eksporteret med tog.
Stationen blev lukket i 1959, da persontrafikken på denne strækning ophørte, men Løgstrup beholdt en læsseplads for vognladningsgods. Godstrafikken fortsatte til 1999. Sporet blev taget op i 2006, så man kunne anlægge cykel- og vandreruten Himmerlandsstien. Stationsbygningen er bevaret på Borgergade 10.
Posthuset blev i stationsbygningen indtil 1978, hvor det flyttede til Andelskassens bygning og fik dobbelt så meget plads. Det lykkedes for Borgerforeningen at bevare posthuset indtil 2005, hvor det blev til en postbutik i Dagli'Brugsen.

### Stationsbyen
Stationen og dermed byen blev opkaldt efter de to Løgstrup-gårde, men det blev to andre gårde, Anderslevgaard og Snabegaard, der lagde jord til stationsbyen.
I 1901 blev Løgstrup beskrevet således: "Løgstrup med Jærnbane- og Telegrafst....Fra Gaarden Løgstrup stammer Familien Luxdorph". I 1901 var der altså ikke sket en nævneværdig bydannelse, men det lave målebordsblad fra 1900-tallet viser kro, forsamlingshus, vandværk og telefoncentral.
Brugsforeningen blev opført i 1902 og udvidet i 1908 og 1912. De gamle bygninger blev revet ned i 1970, og den ny brugs med stor P-plads blev opført.
Det første forsamlingshus blev opført i 1907, og den nuværende rødstensbygning, hvor der i dag er slagterforretning, blev opført i 1932. Bygningen har rummet VVS-værksted, grillbar og bodega, men det meste af tiden har der stadig været selskabslokaler.
Der var jordemoder i Fiskbæk til 1913, hvor hun flyttede ind til Løgstrup. Her blev der i 1919 opført et jordemoderhus. Embedet som distriktsjordemoder blev nedlagt i 1959. Den første læge bosatte sig i byen i 1900, men da var byen for lille til en lægepraksis, så han rejste i 1905. Fra 1941 havde byen en lang række læger, hvoraf de fleste kun blev i få år, men i 1970'erne blev grunden lagt til et egentligt lægehus med flere læger.
En biblioteksforening blev startet i 1920. Biblioteket blev drevet i et privat hjem helt til 1962, hvor bogsamlingen flyttede ind i det kommunale bibliotek, der var oprettet i forbindelse med centralskolen.
Løgstrup og Omegns Andelskasse blev grundlagt i 1926 og holdt i de første år til i en lærers privatbolig. I 1941 lejede den lokaler, og i 1954 købte den eget hus på Borgergade 2, hvor den holdt til resten af sin levetid, men fra 1971 i en nybygning. Sparekassen SDS i Viborg rykkede ind i de lokaler, andelskassen havde forladt, men sparekassen lukkede sin Løgstrup afdeling i 1989. Løgstrup Andelskasse fusionerede i 2010 med Andelskassen MidtVest, men allerede året efter blev alle andelskasser omdannet til ét aktieselskab, Danske Andelskassers Bank A/S i Hammershøj. Selskabet meddelte i november 2011, at Løgstrup Andelskasse skulle lægges sammen med filialen i Viborg.
Løgstrup Andelsmejeri med mejeriudsalg blev opført i 1929, selvom der også var andelsmejeri i Fiskbæk. Mejeriet blev nedlagt i 1967, og bygningen blev revet ned i 2003.

### Vorde-Fiskbæk-Romlund sognekommune
Vorde-Fiskbæk-Romlund sognekommune ansatte i 1951 en kæmner (kommunekasserer). Indtil da blev alle opgaver varetaget af det valgte sogneråds medlemmer. I 1800-tallet fik de ikke løn, men fra 1904 måtte man bruge 30 øre pr. indbygger – i 1933 forhøjet til 1,25 kr. – til medhjælp, hvilket i praksis betød at pengene blev udbetalt til sognerådets formand og kasserer. Hele kommunens administration og økonomi kunne rummes i et jalousiskab og et pengeskab, der flyttede med når der blev valgt ny formand og kasserer.
Fra starten holdt sognerådet sine møder privat, men fra 1918 blev Gæstgiveriet i Løgstrup det faste mødested. Da kæmneren blev ansat, købte sognerådet huset i Borgergade 9, som blev indrettet til kontor og bolig for ham og hans familie, og i 1953 blev det til et egentligt kommunekontor, så Løgstrup blev hovedby i kommunen. Vorde-Fiskbæk-Romlund indgik ved kommunalreformen i 1970 i den daværende Viborg Kommune.

### Erhverv
En stor sandforekomst ved Anderslevgaard gav grundlaget for at byen under 1. verdenskrig havde 4 cementstøberier, som over halvdelen af byens befolkning enten arbejdede på eller var medejere af. Jernbanen fik en stor opgave med at køre kalk til støberierne og færdigvarer ud til kunder over hele landet. To firmaer, Vulkan og Frem, fortsatte i mange år produktionen, som først ophørte i slutningen af 1980'erne.
I 1936 blev der på Hovedgaden opført et savværk, som senere flyttede ud i industrikvarteret. En stor del af Løgstrup Savværks produktion var trærammer til Caravell, mens den virksomhed eksisterede. Handels- og agenturvirksomhederne Polyknap og Textra, der startede i Fiskbæk i 1981 og beskæftiger 16 personer, købte i 1992 det gamle savværk.
Kølevirksomheden Caravell blev grundlagt i Viborg i 1960 af Anders Brøndum, der i nogle år havde fremstillet vaskemaskiner sammen med to andre, som nu startede deres egne virksomheder, Frigor og Derby, også i kølebranchen. På sit højeste producerede Caravell over 350.000 frysere om året og beskæftigede omkring 600 personer. 95% af produktionen blev eksporteret til omkring 130 lande. Caravell købte i 2003 Derby og flyttede i sommeren 2004 produktionen sammen med Derbys i Aalestrup for at spare omkostninger, men virksomheden eksisterer ikke længere.
Løgstrup Motel med 11 værelser lå i 1971-85 hvor ældrecentret Løgstruphøje ligger nu.
Geovent, der producerer industrielle udsugningskomponenter, blev etableret i Skanderborg i 1968. I 1991 flyttede virksomheden til Løgstrup og overtog Løgstrup Maskinfabrik, der lavede maskiner til fliseproduktion – den produktion blev dog solgt fra. Geovent afsætter 70% af sine produkter på det danske marked og eksporterer til 22 andre lande. Firmaet har 38 medarbejdere.